# 코펜하겐주
코펜하겐주(덴마크어: Københavns Amt) 또는 쾨벤하븐 주는 덴마크의 주이다. 2007년 1월 덴마크 수도 지역으로 흡수·폐지되었다.

## 행정 구역 (1970-2006)
- 알베르츨룬 시 (Albertslund Kommune)
- 발레루프 시 (Ballerup Kommune)
- 브뢴뷔 시 (Brøndby Kommune)
- 드라괴르 시 (Dragør Kommune)
- 겐토프테 시 (Gentofte Kommune)
- 글라삭세 시 (Gladsaxe Kommune)
- 글로스트루프 시 (Glostrup Kommune)
- 헤를레우 시 (Herlev Kommune)
- 흐비도우레 시 (Hvidovre Kommune)
- 호이에토스트루프 시 (Høje-Taastrup Kommune)
- 이스호이 시 (Ishøj Kommune)
- 레도이에스뫼룸 시 (Ledøje-Smørum Kommune)
- 륑뷔토르베크 시 (Lyngby-Taarbæk Kommune)
- 뢰도우레 시 (Rødovre Kommune)
- 쇨레뢰드 시 (Søllerød Kommune)
- 토른뷔 시 (Tårnby Kommune)
- 발렌스베크 시 (Vallensbæk Kommune)
- 베를뢰세 시 (Værløse Kommune)